# بانک دبلیواس‌اف‌اس
بانک دبلیواس‌اف‌اس (انگلیسی: WSFS Bank) شرکت خدمات مالی آمریکایی است، که در سال ۱۸۳۲ تأسیس شد.